# Виоряну, Михай
Михай Хоря Виоряну (рум. Mihai Horia Vioreanu, родился 3 октября 1974 года в Фэгэраше) — румынский профессиональный регбист, выступавший на позициях фулбэка и центра, в настоящее время — хирург-ортопед одной из ирландских клиник, доктор медицины; ежегодно проводит более 500 различных операций на коленных и бедренных суставах.

## Игровая карьера
За время своей игровой карьеры Виоряну выступал за тимишоарский клуб «Университатя», в сезоне 1998/1999 на правах аренды играл за бухарестское «Динамо» в розыгрыше Континентального щита, а также выступал некоторое время во французском «Страсбурге». На протяжении пяти сезонов выступал за команду из Ирландии «Де Ла Салль Пальмерстоун», а затем играл за регбийный клуб при одной из больниц Ирландии, после чего завершил игровую карьеру, занявшись медицинской практикой. За сборную Румынии провёл 30 игр, дебютировав в 1994 году в матче против Англии и проведя последний матч в 2003 году против Намибии. Со сборной Румынии сыграл на Кубках мира 1999 года (три матча против Австралии, США и Ирландии) и 2003 года (четыре матча против Ирландии, Австралии, Аргентины и Намибии). В 30 играх набрал 45 очков благодаря 9 попыткам. В 2000 году с Румынией выиграл Кубок европейских наций в первом дивизионе.

## Карьера врача
В 1999 году Виоряну окончил Тимишоарский университет медицины и фармакологии имени Виктора Бабеша с отличием; в дальнейшем совмещал карьеру регбиста с магистерским обучением во Франции и Ирландии (во Франции прожил 9 месяцев). В настоящее время проживает в Дублине, имеет гражданство Румынии и Ирландии. После переезда в Ирландию прошёл обучение по специальности «ортопедическая хирургия» в Королевском хирургическом колледже Ирландии, а также углублённое изучение первичного, комплексного и итогового обследования бедренных и коленных суставов в Ванкуверском центре артропластики; в 2013 и 2014 годах посещал Сидней, где проводил хирургические операции по восстановлению передней крестообразной связки, остеотомии большой берцовой кости, а также операции на хряще и мениске. В операциях участвовали также профессора медицины Джастин Роу и Лео Пинчевский.
В 2014 году Виоряну стал почётным членом Азиатско-тихоокеанского общества спортивной медицины (операции на коленных суставах и артроскопия), получив возможность посещать лучшие центры спортивной хирургии в КНР, Гонконге, Австралии, Новой Зеландии и Японии, где проводятся операции на коленных суставах, а также проходить дальнейшее повышение квалификации, обмениваться опытом в области спортивной медицины и участвовать в академических встречах. В 2017 году он стал почётным членом Европейского общества спортивной травматологии, хирургии коленных суставов и артроскопии, получив возможность участвовать в работе лучших медицинских центров Европы в Мюнхене, Амстердаме, Лионе и Лондоне.
Виоряну совмещает работу хирурга (с 2014 года в Клинике спортивной хирургии, позже в ирландском госпитале Mater Private) с чтением различных лекций на национальном и международном уровне, а также публикацией научных работ, монографий и пособий.

## Достижения
- Обладатель Кубка европейских наций: 2000[англ.]